# Drie koningen (Suske en Wiske)
Drie koningen is een stripverhaal uit de reeks van Suske en Wiske. 
Het verhaal werd in 1987 uitgegeven en is als album niet uitgekomen in de reguliere Vierkleurenreeks. Het verscheen in 2024 in de reeks Suske en Wiske in het kort.

## Locaties
- huis van tante Sidonia

## Personages
- Suske, Wiske, tante Sidonia, Lambik, Frank, Tinneke en kind, de Wijzen uit het oosten (drie koningen)

## Het verhaal

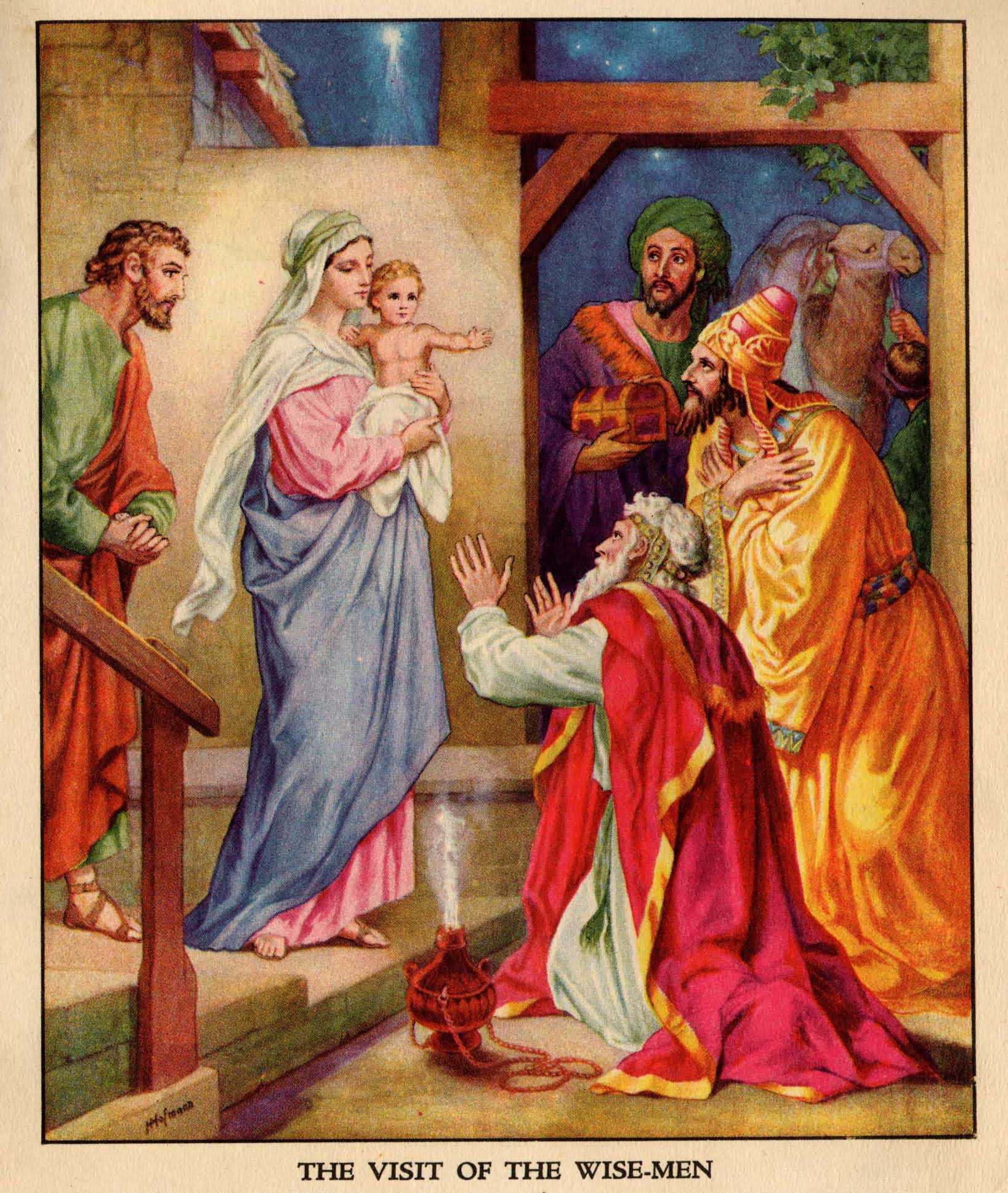
De drie koningen bezoeken Jezus

De vrienden zijn bezig met de voorbereidingen voor het kerstfeest, tante Sidonia heeft een kalkoen bereid. Samen met Lambik en Jerom gaat ze naar buiten, ze willen langs de deuren gaan om Driekoningen te gaan zingen. Ze willen het geld dat ze ophalen aan de armen schenken. Suske en Wiske worden op pad gestuurd om eenzamen uit te nodigen om samen met de vrienden het kerstfeest te vieren. Suske en Wiske zien hoe een huis afbrand en ze nodigen de mensen uit. Ze vertellen dat ze bij hen kunnen blijven logeren en dat ze zullen helpen het huis te herbouwen. De kinderen kijken tijdens de stille nacht uit het raam.
Als er wordt aangebeld, verwachten Suske en Wiske dat dit Lambik, Jerom en tante Sidonia zijn. Ze nodigen de koningen uit om binnen te komen en zijn verbaasd dat de kostuums zo levensecht zijn. Ze horen dat de koningen de kerstster zijn gevolgd en moeten lachen om het toneelspel. De koningen buigen voor het kindje dat bij de moeder op schoot ligt en geven een appel als ze weer vertrekken. Als er weer wordt aangebeld, horen ze van tante Sidonia dat ze te laat waren voor de kledingwinkel. Ze konden dus niet als drie koningen verkleed gaan zingen. Suske en Wiske vragen zich af wie ze dan eerder in huis hadden.